# Lijst van burgemeesters van Schulen
Dit is een chronologische lijst van burgemeesters van de Belgische voormalige gemeente Schulen tot die gemeente op 1 januari 1977 fuseerde en opging in de stad Herk-de-Stad.

## Koninkrijk België: Schulen
| Periode     | Naam burgemeester    | Geboorte                | Overlijden              | Stroming/partij | Beroep                   |
| ----------- | -------------------- | ----------------------- | ----------------------- | --------------- | ------------------------ |
| 1830 – 1837 | Cleeren Pierre       | 09-09-1784 Schulen      | 16-01-1854 Schulen      |                 | Landbouwer               |
| 1837 – 1846 | Baerts Henri         | 19-09-1785 Schulen      | 19-04-1846 Schulen      |                 | Landbouwer               |
| 1846 – 1860 | Vancosen Jean        | 06-12-1799 Schulen      | 22-02-1879 Schulen      |                 | Pannenbakker             |
| 1861 – 1872 | Van Willigen Eugène  | 18-07-1827 Schulen      | 27-07-1885 Brussel      |                 | Rentenier en senator     |
| 1873 – 1874 | Vandereyken Herman   | 18-12-1794 Schulen      |                         |                 | Landbouwer               |
| 1875 – 1877 | Vandereyt Frederic   | 05-02-1803 Herk-de-Stad | 31-10-1895 Herk-de-Stad |                 | Landbouwer               |
| 1878 – 1887 | Van Willigen Henri   | 20-04-1852 Schulen      | 25-03-1904 Lummen       |                 | Rentenier                |
| 1888 – 1889 | Pulinx Martinus      |                         |                         |                 |                          |
| 1890 – 1918 | Van Willigen Hubert  | 13-09-1857 Schulen      | 8-06-1918 Schulen       |                 | Rentenier en kasteelheer |
| 1918 – 1921 | Colemont Louis       | 29-12-1854 Stevoort     | 04-04-1936 Herk-de-Stad |                 | Veehandelaar             |
| 1921 – 1927 | Raymaekers Henri     | 12-06-1866 Lummen       | 14-04-1936 Schulen      |                 | Pannenbakker             |
| 1928 – 1929 | Geerdens Bonaventura | 14-09-1857 Schulen      | 02-09-1935 Schulen      |                 | Landbouwer               |
| 1930 – 1938 | Berden Alfons        | 18-05-1881 Herk-de-Stad | 22-06-1968 Herk-de-Stad |                 | Landbouwer               |
| 1939 – 1940 | De Moffarts Hubert   | 13-09-1910 Schulen      | 21-04-1993 Sint-Truiden |                 | Baron en Advocaat        |
| 1940 – 1944 | Berden Alfons        | 18-05-1881 Herk-de-Stad | 22-06-1968 Herk-de-Stad |                 | Landbouwer               |
| 1944 – 1946 | De Moffarts Hubert   | 13-09-1910 Schulen      | 21-04-1993 Sint-Truiden |                 | Baron en Advocaat        |
| 1947 – 1976 | De Moffarts Armand   | 27-08-1915 Schulen      | 02-06-2000 Herk-de-Stad |                 | Baron en bedrijfsleider  |